# Roman Bucheli
Pour les articles homonymes, voir Bucheli.
Roman Bucheli, né le 9 août 1960 à Emmenbrücke, un quartier de la commune d'Emmen (canton de Lucerne, Suisse), est un journaliste et critique littéraire suisse.

## Biographie
Roman Bucheli étudie la littérature et la philosophie allemandes à l'université de Fribourg à partir de 1980 et obtient son doctorat en 1994 avec une thèse sur le poète Alexander Xaver Gwerder à l'université de Zurich. Il écrit des critiques littéraires indépendantes pour plusieurs journaux suisses. À partir de 1994, il travaille comme éditeur au Deutsches Literatur-Lexicon. En 1999, il devient Membre de l'équipe éditoriale des feuilletons de la Neue Zürcher Zeitung (NZZ). Il écrit sur la littérature allemande de Suisse et d'Allemagne, la littérature néerlandaise et aussi des livres pour les enfants et les jeunes de ces pays.
En 2020, il est récompensé pour sa créativité critique littéraire avec le Premio Masciadri d'excellence et en 2021, Bucheli reçoit le prix Alfred Kerr de critique littéraire.

## Écrits
- Alexander Xaver Gwerder, Zentralstelle der Studentenschaft, Zürich, 1994 (Dissertation, Universität Zürich, 1994).
- (Hrsg.), Bei mir laufen Fäden zusammen : literarische Aufsätze, Kritiken, Briefe, Max Rychner, Wallstein, Göttingen, 1998,  (ISBN 978-3-89244-300-1).
- (Hrsg.), Nur weg möchte ich von hier : Briefe und Schriften aus dem Exil, Hugo Wolfgang Philipp, Wallstein, Göttingen, 2005,  (ISBN 978-3-89244-876-1).
- (Hrsg.), Wohin geht das Gedicht?, Wallstein, Göttingen, 2006,  (ISBN 3-89244-993-7).